# Andrzej Wrona
Andrzej Wrona (Varsavia, 27 dicembre 1988) è un pallavolista polacco, centrale del Projekt Warszawa.

## Carriera

### Club
La carriera di Andrzej Wrona inizia nel Metro Varsavia, dove gioca nelle rappresentative giovanili prima di passare in prestito al Legia Varsavia, nella seconda divisione polacca. L'esordio in massima divisione avviene nella stagione 2007-08 con la maglia del AZS Częstochowa, dove rimane per tre anni, vincendo una Coppa di Polonia e raggiungendo una finale scudetto.
Nell'annata 2010-11 passa al Łuczniczka Bydgoszcz, mentre dall'annata 2013-14 è tesserato per lo Skra Bełchatów, con cui vince il campionato 2013-14, la Supercoppa polacca 2014 e la Coppa di Polonia 2015-16.
Nell'annata 2016-17 viene ingaggiato dal Politechnika Warszawska, ribattezzata ONICO Warszawa dall'annata seguente e poi Projekt Warszawa nel campionato 2019-20. Nella stagione 2023-24, sempre con la maglia del Projekt Warszawa, conquista la Challenge Cup.

### Nazionale
Nel 2013 esordisce anche in nazionale, in amichevole contro la Serbia: viene convocato per la World League 2013 e vince la medaglia d'oro al campionato mondiale 2014; nel 2019 vince la medaglia di bronzo alla Volleyball Nations League.

## Palmarès
- Campionato polacco: 1

2013-14
- Coppa di Polonia: 2

2007-08, 2015-16
- Supercoppa polacca: 1

2014
- Challenge Cup: 1

2023-24